# Diego Milito
Diego Alberto Milito, argentinski nogometaš, * 12. junij 1979, Bernal, Buenos Aires, Argentina.

## Klubska kariera
Profesionalno je Diego začel igrati nogomet v argentinski prvi ligi pri klubu Racing Club de Avellaneda leta 1999. S klubom je leta 2001 osvojil turnir Apertura. V tem času je njegov mlajši brat Gabriel Milito igral za največjega klubskega nasprotnika, Independiente.  
Na začetku leta 2005 je prestopil k italijanskemu drugoligašu Genoi. Po dveh zelo uspešnih sezonah v tem klubu, kjer je na 59 tekmah zadel 33 golov, je prestopil v španski klub Real Zaragoza, kjer je takrat že igral njegov brat Gabriel. Tudi v Španiji se je Diego izkazal, ko je leta 2006 na prvi polfinalni tekmi pokala Copa del Rey zadel štiri gole. Takrat je Real Zaragoza premagal Real Madrid s 6:1. Sezono je zaključil kot najboljši strelec Real Zaragoze s petnajstimi zadetki v španski prvi ligi.
Diego je leta 2007 po odhodu brata Gabriela v Barcelono postal kapetan Real Zaragoze. Tudi v sezoni 2006-2007 je bil Diego Milito eden najboljših strelcev španke prve lige. Zabil je 23 golov, le dva manj od najboljšega strelca, Ruuda van Nistelrooya. Zaragoza je sezono končala na šestem mestu lestvice. Od januarja 2008 dosega Diego povprečno več kot en gol na dve tekmi.

## Reprezentančna kariera
Diego je za reprezentanco zadel že na svoji prvi tekmi, leta 2002, na tekmi proti Urugvaju. Kljub temu še nekaj let ni bil stalni član reprezentance, prav tako pa ni bil izbran v selekcijo za nastop na Svetovnem prvenstvu leta 2006. V prvi postavi je spet zaigral septembra 2006 na tekmi proti Braziliji, kjer je z glavo dosegel tudi en zadetek. Za Argentino je nastopil tudi na Copa América 2007.